# Benny Nielsen (calciatore)
Jørgen Nielsen, detto Benny (Frederiksværk, 17 marzo 1951), è un ex calciatore danese, di ruolo attaccante.

## Palmarès

### Club

#### Competizioni nazionali
- Campionato belga: 2

RWD Molenbeek: 1974-1975
Anderlecht: 1980-1981

#### Competizioni internazionali
- Coppa delle Coppe: 1

Anderlecht: 1977-1978
- Supercoppa UEFA: 1

Anderlecht: 1978